# Alien Hominid Invasion
Alien Hominid Invasion es un videojuego de correr y disparar de 2023 desarrollado por The Behemoth. Sirve como una secuela/reinvención del juego flash Alien Hominid de 2002 de The Behemoth, lanzado originalmente en Newgrounds, el 7 de agosto de 2002.

## Cómo se juega
Alien Hominid Invasion es un shooter roguelike de desplazamiento lateral con mecánica de botín y nivelación de experiencia. Los jugadores deben navegar por un mapa del mundo completando objetivos y destruyendo manzanas de la ciudad hasta llegar a un cuartel general donde pueden derrotar a un jefe para extraer el botín ganado. Se pueden elegir diferentes caminos para evitar peligros y encontrar escondites que contengan objetos y botín.
El juego cuenta con modo cooperativo local o en línea para 4 jugadores.

## Desarrollo
The Behemoth anunció Alien Hominid Invasion como Juego 5 en enero de 2020. Durante el desarrollo, The Behemoth transmitió periódicamente en vivo actualizaciones/diarios de desarrollo y realizó una beta cerrada.

## Liberación y recepción
El juego se lanzó el 1 de noviembre de 2023 para consolas PC, Nintendo Switch, Xbox One y Xbox Series. Invasion se lanzó junto con Alien Hominid HD. The Behemoth ofreció un paquete de ambos juegos en el lanzamiento.
NintendoLife otorgó al juego un 7/10, criticando la estructura de la misión y la aleatoriedad de los objetivos.